# David Westhead
David Westhead, né en 1963 en Angleterre, est un acteur britannique.

## Filmographie

### Cinéma

#### Longs métrages
- 1997 : La Dame de Windsor (Mrs Brown) de John Madden : Le Prince de Galles
- 1997 : Oscar Wilde (Wilde) de Brian Gilbert : Edward Carson
- 2001 : Queen's Messenger de Mark Roper : Sir Desmond Grey
- 2004 : Stage Beauty de Richard Eyre : Harry
- 2004 : Beyond the Sea de Kevin Spacey : Dr. Fields (non crédité)
- 2011 : La Dame de fer (The Iron Lady) de Phyllida Lloyd : Ministre du cabinet fantôme

#### Courts métrages
- 1997 : Daylight Robbery de Kerry Hope-Kavanagh : Alf
- 1999 : Between Dreams de Ian Fitzgibbon
- 2009 : Suicide Man de Craig Pickles : Frank Richards
- 2011 : The North London Book of the Dead de Jake Lushington : Le chef
- 2011 : Nancy, Sid and Sergio de Craig Pickles : Inspecteur (DI) Palmer
- 2012 : Los Jack Machine de François Téchené
- 2013 : Dun Punkin de François Téchené : Le cuisinier (épisode 1: Boys Will Be Boys)

### Télévision

#### Séries télévisées
- 1989 : Blackeyes : Mark Wilsher (3 épisodes: 1.02-04)
- 1991 : Stanley and the Women (mini-série) : Stillsman
- 1994 : Wycliffe : Freddie Tremaine (épisode 1.06)
- 1996 : The Bill : Sergent Mick Simpson (épisode 12.25)
- 1996 : Bramwell : Paul Mills (épisode 2.01)
- 1997 : Turning World : Danny Miller (épisode 1.03)
- 1997-1999 : The Lakes : Arthur Thwaite (5 épisodes)
- 1998 : The Unknown Soldier de David Drury : Jeff Quinn
- 1999 : Always and Everyone : Philip Mallet
- 1999 : Grafters : Nick Costello (5 épisodes)
- 2000 : Where the Heart Is : Mike (épisode 4.02)
- 2000 : Inspecteurs associés (Dalziel and Pascoe) : Peter Deller (épisode 5.04)
- 2001 : McCready and Daughter : Inspecteur-chef (DCI) Alan Kendall
- 2003 : William and Mary : Alistair Harper  (épisode 1.02)
- 2003 : Servants : Mr Prothero
- 2003 : The Key : Neath
- 2003 : Blue Dove (mini-série) : Malcolm Sharp
- 2004 : Family Business : Tom Williams (épisode 1.02)
- 2004 : Foyle's War : Mark Talbot (épisode 3.04)
- 2004-2006 : Life Begins : Brian Middleton (10 épisodes)
- 2005 : Born and Bred : Silas Craddock (épisode 4.10)
- 2005 : Rose and Maloney : Wallace Canford (3 épisodes: 3.01-03)
- 2005 : Inspecteur Barnaby (Midsomer Murders) : Gerry Moore (épisode 9.01)
- 2005 : Hercule Poirot : Superintendant Jim Wheeler (épisode 10.02: Cartes sur table)
- 2007 : Vie sauvage (Wild at Heart) : Bennett (épisode 2.03)
- 2007 : Doctor Who : Kempe (épisode 3.02: Peines d'amour gagnées)
- 2007 : The Time of Your Life (en) : Dave
- 2008 : Criminal Justice (mini-série) : Barry Coulter (4 épisodes: 1.01-04)
- 2009 : Moving Wallpaper : Gareth (épisode 2.06)
- 2009 : Flics toujours (New Tricks) : Mike Barnes (épisode 6.05)
- 2009 : Murderland (mini-série) : Tony Philips (non crédité)
- 2010 : The Silence (mini-série) : Frank
- 2011 : The Runaway (en) (mini-série) : Ron Carver (2 épisodes: 1.01-02)
- 2011 : Inspecteur Lewis (Lewis) : Leon Suskin (épisode 5.04)
- 2012 : DCI Banks : Gareth Lambert (2 épisodes: 3.01-02)
- 2013 : Affaires non classées (Silent Witness) : Inspecteur (DI) Bob Cherry (2 épisodes: 16.07-08)
- 2014 : Les Enquêtes de Morse (Endeavour) : Val Todd (épisode 2.01)
- 2014 : W1A (mini-série) : Neil Reid (3 épisodes: 1.01, 1.03-04)

#### Téléfilms
- 1985 : La guerre de Jenny (Jenny's War) de Steve Gethers : Navigateur (non crédité)
- 1995 : N7 d'Angela De Chastelai Smith : James
- 1996 : Witness Against Hitler de Betsan Morris Evans : Officier SS Lange
- 2000 : McCready and Daughter de A.J. Quinn : Inspecteur-chef (DCI) Alan Kendall
- 2000 : My Fragile Heart de Gavin Millar : Inspecteur-chef DCI Peter Murray
- 2000 : Donovan Quick de David Blair
- 2002 : Confessions of an Ugly Stepsister de Gavin Millar : Van Den Meer
- 2002 : Safe House de Nick Copus : Père
- 2003 : The Lost Prince de Stephen Poliakoff : Fred
- 2004 : She's Gone de Adrian Shergold : Peter Vine
- 2005 : Dans la peau (Beneath the Skin) de Sarah Harding : Dominic Hintlesham
- 2005 : Gideon's Daughter de Stephen Poliakoff : Bill
- 2005 : Wallis & Edward de David Moore : Ernest Simpson
- 2011 : Fast Freddie, the Widow and Me de David Richards : Charlie Archer
- 2014 : Common de David Blair : Barnes-Williams